# Célula de Ito
Las células de Ito, también llamadas células estrelladas hepáticas, o adipocitos hepáticos, se encuentran en el espacio perisinusoidal de Disse. Tienen en su citoplasma gotas de vitamina A, por lo cual se le ha añadido la función de células de almacenamiento de retinoides (vitamina A); otra función que poseen estas células es la de producción de matriz extracelular y colágeno de tipo III tras lesiones hepáticas.
Reciben su nombre por Toshio Ito (1904-1991), doctor japonés que la descubrió en 1956.

## Activación en la fibrosis
Parece que cuando el hígado sufre una lesión, estas células se activan y dejan de almacenar los retinoides. Adquieren entonces propiedades contráctiles, producen inhibidores tisulares de metaloproteinasas, proliferan y producen las proteínas de la matriz extracelular. Finalmente, el aumento en la población de este tipo celular acaba produciendo cicatrices en el hígado.